# Eerroof
Eerroof is in het Belgisch strafrecht het kwaadwillig, in het openbaar en zonder wettelijk bewijs aan een persoon ten laste leggen van een bepaald strafrechtelijk feit, dat zijn eer kan krenken of hem aan openbare verachting kan blootstellen, en waarvan de wet het bewijs niet toelaat (artikel 443 van het Strafwetboek). Het is een vorm van aanranding van de eer of goede naam en onderscheidt zich van laster doordat de wet het bewijs van het ten laste gelegde feit in geval van laster wel toelaat.
Een voorbeeld: iemand beschuldigt een persoon van diefstal, maar het wettelijke bewijs daarvan is niet meer te leveren omdat de zaak verjaard is.